# Erik Edin
Erik Johan Edin, född 23 januari 1920 i Hällesjö församling i Jämtlands län, död 21 november 2002 i Maria Magdalena församling i Stockholm, var LP-stiftelsens mångårige föreståndare, författare samt politiker (folkpartist).

## Biografi
Erik Edin, som själv hade en missbrukarbakgrund, engagerades av Lewi Pethrus för att på 1950-talet inom Pingströrelsen bygga upp hjälparbete bland missbrukare. Han blev 1959 föreståndare för LP-stiftelsen som kom att bedriva omfattande behandlingsverksamhet. När verksamheten var som störst fanns 450 behandlingsplatser och 400 anställda fördelade på en rad olika platser runtom i landet, däribland det tidigare nöjespalatset Nalen i Stockholm. Man bedrev också industriell verksamhet i till exempel Järbo där man bland annat tillverkade furumöbler. Man övertog också Venngarns slott av staten och bedrev också där vård av missbrukare - speciellt kvinnor. Efter att stiftelsen 1997 gått i konkurs startade Edin en ny verksamhet med centrum i Venngarns gamla lokaler under namnet Erik Edin-stiftelsen.
Erik Edin var även politiskt aktiv och var under en period 1987 ersättare i riksdagen i Stockholms kommuns valkrets för Birgit Friggebo.
Edin begravdes den 19 december 2002 i närvaro av bland annat Lars Leijonborg och Alf Svensson (partiledare fp resp kd) och Karin Söder och Gertrud Sigurdsen (fd partiledare c resp fd socialminister). Erik Edin är begravd på Norra begravningsplatsen utanför Stockholm.